# Il cimitero senza lapidi e altre storie nere
Il cimitero senza lapidi e altre storie nere (M is for Magic) è  un'antologia di Neil Gaiman che comprende 10 racconti ed una poesia, pubblicata nel 2007.
I romanzi coprono i generi fantasy, horror e fantascienza.
- Il cimitero senza lapidi
- Il ponte del troll
- Cavalleria
- Non chiedetelo a Jack
- Come vendere il Ponte di Ponti
- Ottobre sulla sedia
- Avis Soleus
- Il prezzo
- Come parlare con le ragazze alle feste
- Il caso dei ventiquattro merli